# 纳塔利娅·马达伊
纳塔利娅·马达伊（波蘭語：Natalia Madaj，1988年1月25日—），波兰女子赛艇运动员。她曾代表波兰参加2012年和2016年夏季奥林匹克运动会赛艇比赛，其中2016年奥运会获得一枚金牌。